# Rusłan Romanczuk
Rusłan Wołodymyrowycz Romanczuk, ukr. Руслан Володимирович Романчук, ros. Руслан Владимирович Романчук, Rusłan Władimirowicz Romanczuk (ur. 12 października 1974 w Odessie) – ukraiński piłkarz, grający na pozycji obrońcy, a wcześniej pomocnika.

## Kariera piłkarska

### Kariera klubowa
Wychowanek SDJuSzOR Czornomoreć Odessa. W 1991 w składzie Czornomorca Odessa rozpoczął karierę piłkarską w meczu o Puchar ZSRR. 3 czerwca 1992 roku debiutował w Wyszczej Lidze w meczu z Torpedem Zaporoże (2:1). W czerwcu 1995 występował w Kreminiu Krzemieńczuk, a potem w Nywie Winnica. W 1997 wyjechał do Niemiec, gdzie bronił barw drugoligowego FC Gütersloh i trzecioligowego TuS Celle. W czerwcu 2000 powrócił do Czornomorca Odessa. Wiosną 2003 został wypożyczony do Zakarpattia Użhorod. Potem grał w amatorskim zespole Iwan Odessa. Na początku 2004 został piłkarzem kazachskiego FK Taraz, a latem 2004 przeszedł do Spartak-Horobyny Sumy. Podczas przerwy zimowej sezonu 2004/05 przeniósł się do Dnistra Owidiopol, w którym zakończył karierę piłkarską. Potem grał jeszcze w amatorskich drużynach Soniaczna Dołyna Odessa oraz Drużba Narodiw Odessa.

## Sukcesy i odznaczenia

### Sukcesy klubowe
- wicemistrz Ukrainy: 1995
- brązowy medalista Mistrzostw Ukrainy: 1993, 1994
- wicemistrz Ukraińskiej Pierwszej Lihi: 2002
- zdobywca Pucharu Ukrainy: 1992, 1994
- zdobywca Pucharu Kazachstanu: 2004